# Саудовская военная промышленная компания
Саудовская военная промышленная компания (SAMI) (араб. الشركة السعودية للصناعات العسكرية Saudi Arabian Military Industries company‎) — саудовская государственная военно-промышленная компания, со штаб-квартирой в Эр-Рияде.

## История
В мае 2017 года с целью развития собственного военно-промышленного комплекса с локализацией промышленности в королевстве, по инициативе принца и министра обороны Саудовской Аравии Мухаммед бен Салмана, в форме слияния Генеральной корпорации военной промышленности и других компаний, была создана государственная «Саудовская военная промышленная компания (SAMI) владельцем которой стал Фонд государственных инвестиций Саудовской Аравии. Компания в этом же году подписала меморандумы о стратегическом сотрудничестве по обороне с Boeing , Lockheed Martin , Raytheon и General Dynamics. В этом же году SAMI подписал меморандум о стратегическом сотрудничестве с российской компанией «Рособоронэкспорт» для производства военной техники в Саудовской Аравии. Соглашение предусматривает передачу технологии для местного производства С-400 , системы Корнет-ЭМ , ТОС-1А , АГС-30 и автомата Калашникова АК-103 .
В 2018 году, в преддверии запуска Национальной программы промышленного развития и логистики, SAMI подписала соглашение о создании двух новых совместных предприятий с французской Thales и бельгийской CMI Defense . Сфера деятельности совместного предприятия, подписанного с Thales, включает в себя радары ПВО ближнего радиуса действия и противоракет , Р2 , ракеты многоцелевого назначения, взрыватели для управляемых бомб и радиосвязи для радиосвязи. В этом же году SAMI и испанская Navantia, объявили о создании совместного предприятия «SAMI Navantia Naval Industries» по строительству боевых коробленый.
В 2019 году компания приобрела саудовскую компанию Advanced Electronics специализирующей в производстве электроники. В этом же году SAMI подписала соглашение с американской L3 Technologies о создании совместного предприятия в королевстве в области фотоэлектрических и инфракрасных технологий. В этом же году SAMI и французская Naval Group заключили стратегическое соглашение о создании совместного предприятия в области военно-морской обороны Саудовской Аравии.